# Neusticomys ferreirai
Neusticomys ferreirai és una espècie de mamífer rosegador de la família dels cricètids. És endèmica de l'estat de Mato Grosso (Brasil). El seu hàbitat natural són els boscos de plana. Està amenaçada per l'expansió dels camps de conreu.
L'espècie fou anomenada en honor del naturalista brasiler Alexandre Rodrigues Ferreira.